# كريستوفر إليري
كريستوفر إليري هو محامي وسياسي أمريكي، ولد في 1 نوفمبر 1768 في نيوبورت في الولايات المتحدة، وتوفي في 2 ديسمبر 1840 في ميدلتاون في الولايات المتحدة. نشط حزبياً في الحزب الجمهوري الديمقراطي. وقد انتخب عضو مجلس الشيوخ الأمريكي ‏ عن دائرة Rhode Island Class 2 senate seat ‏ وقد انضم خلال فترته النيابية ‏ (4 مارس 1803 – 4 مارس 1805) للكتلة البرلمانية الحزب الجمهوري الديمقراطي وانتخب عضو مجلس الشيوخ الأمريكي ‏ عن دائرة Rhode Island Class 2 senate seat ‏ وقد انضم خلال فترته النيابية ‏ (6 مايو 1801 – 4 مارس 1803) للكتلة البرلمانية الحزب الجمهوري الديمقراطي وانتخب عضو مجلس الشيوخ الأمريكي ‏.